# ヒューストン合意
ヒューストン合意（ヒューストンごうい）は、民族自決の表現として、西サハラにおいてモロッコとの統合か完全な独立かを導く住民投票の構成に関する、ポリサリオ戦線とモロッコの間の交渉の結果である。この対話は、1991年に解決計画の枠組みとして、国際連合代表者ジェームズ・ベイカーの発起の下ヒューストンにおいて実施された。この合意は1998年の住民投票を導くものだと考えられていたが、1992年の元の想定からも妨げられていた。これは実施されておらず、ヒューストン合意は効果的な結果を十分には生み出せなかった。
2000年頃から西サハラの未来の交渉はベイカー計画へと代わった。2001年のベイカー計画Iはモロッコから承諾されたがポリサリオ戦線から拒絶された。一方2003年のベイカー計画IIはモロッコから拒否され、アルジェリアとポリサリオ戦線、国際連合安全保障理事会から承諾された。